# Rocher du Gravimètre
Der Rocher du Gravimètre (französisch für Felsen des Gravimeters) ist eine 31 m hohe und spitze Felsformation im Géologie-Archipel vor der Küste des ostantarktischen Adélielands. Der Felsen ragt im Zentrum des Cap André Prud’homme auf.
Französische Wissenschaftler benannten ihn 1958.